# Wollenbach (Schwarzbach)
Der Wollenbach ist ein Bach von 10 km Länge im Kraichgau und im Kleinen Odenwald im nördlichen Baden-Württemberg, der im Ortsteil Helmstadt der Gemeinde Helmstadt-Bargen im Rhein-Neckar-Kreis von links und Südosten in den Schwarzbach mündet. Der Name ist eine Verkürzung von Wollen(berg)bach.

## Geographie

### Verlauf
Der Wollenbach entsteht auf einer Höhe von etwa 280 m ü. NHN im südlichen Ortsbereich von Hüffenhardt. Er läuft zunächst westlich und nimmt von rechts und links von der Wasserscheide, auf der Hüffenhardt sitzt, einige Bäche auf, teils mit längerem Oberlauf und zugleich größerem Einzugsgebiet. In schon merklicher Tallage verlässt er dann in der Nähe der Hüttigsmühle Gemeinde und Kreis und wechselt auf die Bad Rappenauer Gemarkung im Landkreis Heilbronn. Hier durchfließt er in schon nordwestlichem Lauf das Dorf Wollenberg und wechselt dann gleich nochmals in den Rhein-Neckar-Kreis und die Gemeinde Helmstadt-Bargen, in der er bis zur Mündung verbleibt.
Hier zieht er in inzwischen recht breiter Aue links an Bargen vorbei, dann rechts an Flinsbach und erreicht danach das Dorf Helmstadt, wo er von links und Südosten in den hier südwestlich laufenden Schwarzbach mündet, der hier weniger als 15 % länger ist und weniger als 25 % mehr Einzugsgebiet hat.

### Einzugsgebiet
Der Wollenbach hat ein Einzugsgebiet von 42,3 km² Größe, das naturräumlich im nordöstlichen Kraichgau liegt. Die obersten Quellen und Laufabschnitte ganz im Osten gehören dessen Unterraum Leinbachgäu an, die danach um den Mittellauf dem Unterraum Neckarbischofsheimer Höhen, der Unterlauf und seine Umgebung dem Unterraum  Schwarzbachgäu. Die größten Höhen im Einzugsgebiet werden mit bis etwas über 350 m ü. NHN an dessen Ostrand gegen das Neckartal im Nordosten erreicht, solche um 300 m ü. NHN auch an der östlichen und südöstlichen Wasserscheide und einmal beinahe an der südwestlichen (Dürres Köpfle im Wimpfener Stadtwald mit 293 m ü. NHN).
Im Norden verläuft die Wasserscheide gegen das Einzugsgebiet des Schwarzbachs vor dem Zufluss des Wollenbachs selbst und dessen linker Zuflüsse dort, vor allem des Asbachs. Im Nordosten verläuft die Scheide gegen den Neckar, im Osten und Südosten konkurriert lange der Bad Rappenauer/Neckarmühlbacher Mühlbach und im Südwesten der abwärtige linke Schwarzbach-Zufluss Krebsbach.
Im Einzugsgebiet dominiert die offene Flur deutlich gegenüber den Wäldern, die vor allem in einigen großen Stücken links und rechts des Mittellaufes liegen (Wimpfener Stadtwald westlich, Schöner Forst nördlich von Wollenberg) und an seinem Nordrand (Großer Wald nordwestlich von Kälbertshausen). Die Flur wird vor allem beackert, das spärliche Grünland bildet selbst in Tallagen keine längeren zusammenhängenden Auenstreifen.

### Zuflüsse und Seen
Hierarchische Liste der Zuflüsse und  Seen von der Quelle zur Mündung. Gewässerlänge, Seefläche, Einzugsgebiet und Höhe nach den entsprechenden Layern auf der Onlinekarte der LUBW. Andere Quellen für die Angaben sind vermerkt.
Ursprung des Wollenbachs auf etwa 280 m ü. NHN am südlichen Ortsrand von Hüffenhardt. Der Bach fließt zunächst westsüdwestlich.
- (Bach aus dem Markstal), von rechts und Nordosten auf etwa 242 m ü. NHN etwas unterhalb von Hüffenhardt, 1,3 km und ca. 1,6 km². Entsteht auf etwa 300 m ü. NHN neben der L 590 von Kälbertshausen etwas nördlich von Hüffenhardt im Bruch.
  - Gewenngraben, von rechts und Nordnordosten auf knapp 260 m ü. NHN nach der Bachquerung des Herdwegs, 0,7 km und ca. 0,4 km². Entsteht auf etwa 296 m ü. NHN am Häuserweg.
- Voppengraben, von links und Osten auf knapp 240 m ü. NHN weniger als hundert Meter nach dem vorigen, 1,2 km und ca. 0,4 km². Entsteht auf etwa 193 m ü. NHN südlich des Hippbergs.
- Wagenbach, von links und Südosten auf etwa 235 m ü. NHN vor dem ehemaligen Steinbruch unterm Barnholz, 1,8 km und 2,4 km².[LUBW 6] Entsteht auf etwa 275 m ü. NHN am Nordrand des ehemaligen Militärdepots bei Siegelsbach.
Nach diesem Zufluss läuft der Wollenbach zunächst etwa westlich.
  - Österwiesenbach, von rechts und Osten auf knapp 450 m ü. NHN entlang der Gemeindegrenze Siegelsbach/Hüffenhardt, 0,8 km und ca. 1,1 km². Entsteht auf etwa 269 m ü. NHN an einem Feldwegkreuz in den Österwiesen. Auf ganzer Länge Weggraben in natürlicher Mulde.
  -  Vom vorigen Zufluss an beginnt eine etwa 400 Meter lange, vielgliedrige Teichkette neidseits des Laufs bis auf etwa 240 m ü. NHN hinab, zusammen 0,4 ha.
- Teichgraben, von links und Südsüdosten auf etwa 226 m ü. NHN gegenüber der Hüttigsmühle von Hüffenhardt, 1,2 km und ca. 0,7 km². Entsteht auf etwa 271 m ü. NHN nordöstlich von Bad Rappenau-Wagenbach.
- Eidechsenbrunnengraben, von rechts und Nordosten auf etwa 224 m ü. NHN bei der Hüttigsmühle, 0,9 km und ca. 0,6 km². Entsteht auf etwa 285 m ü. NHN nahe dem Herdweg.
- Hinterer Mühlwaldgraben, von rechts und Norden auf etwa 216 m ü. NHN  nach der Hüttigsmühle und vor Bad Rappenau-Neumühle, 0,6 km und ca. 0,4 km². Entsteht auf etwa 255 m ü. NHN am Beginn seines Klingenrisses.
- Langengraben (!), von links und insgesamt Südosten auf unter 210 m ü. NHN wenig vor Bad Rappenau-Wollenberg, 1,9 km und ca. 1,6 km². Entsteht auf etwa 280 m ü. NHN in Wagenbach.
Nach diesem Zufluss wendet sich der Wollenbach auf künftig beständigen Nordwestlauf.
  - (Zufluss vom Remswald), von links und Südwesten auf etwa 255 m ü. NHN, 0,4 km und ca. 0,2 km². Entsteht auf etwa 274 m ü. NHN am Hangrand des Remswaldes nahe dem Untergimperner Weg.
- Langengraben (!), von links und Südsüdosten auf etwa 192 m ü. NHN aus dem Langental kurz vor Helmstadt-Bargen-Bargen, 3,1 km und ca. 3,0 km². Entsteht auf etwa 275 m ü. NHN oberhalb des Klingenwaldes noch vor Neckarbischofsheim-Helmhofer Forsthäuser.
  - Dachsbaugraben, von links und Südsüdwesten auf knapp unter 202,4 m ü. NHN[LUBW 7] kurz vor dem Waldaustritt, 1,4 km und ca. 1,1 km². Entsteht auf etwa 265 m ü. NHN im Stadtwald Bad Wimpfen nahe dem Saubrunnen.
- Oberer Hohegraben, von rechts und Ostnordosten auf etwa 190 m ü. NHN weniger als hundert Meter nach dem vorigen und noch vor Bargen, 4,3 km und 4,6 km².[LUBW 6] Entsteht auf etwa 301 m ü. NHN neben der L 590 südöstlich von Kälbertshausen.
  - Wüstklingengraben, von links und Ostnordosten auf wenig über 250 m ü. NHN nach dem Waldeintritt, 1,4 km und ca. 0,6 km². Entsteht auf etwa 306 m ü. NHN neben der L 590.
  - Weidelterngraben, von links und Osten auf wenig über 230 m ü. NHN im Klingenwald, 2,2 km und ca. 0,9 km². Entsteht auf etwa 310 m ü. NHN neben der L 590.
  - Gesteingraben, von links und Osten wenig unter 214,3 m ü. NHN[LUBW 7] nach der Öffnung der Aue, 1,9 km und ca. 0,9 km². Entsteht auf etwa 307 m ü. NHN am Abzweig der Reuterstraße vom Häuserweg.
- Gäulbach, von rechts und Nordosten auf etwa 189 m ü. NHN am Südwestrand von Bargen, 4,6 km und 7,0 km².[LUBW 6] Entsteht auf etwa 325 m ü. NHN im Wald nördlich von Kälbertshausen neben der L 590.
  - Quellnah entspringt in einer rechten Seitentalmulde an der Lichtung Seitenrain der Gezäunte Brunnen.
  - (Bach aus der Essenklinge), von links und etwa Osten auf etwa 210 m ü. NHN westlich von Kälbertshausen neben der L 3941 an der Kreisgrenze, 1,4 km und ca. 1,8 km². Entsteht auf etwa 265 m ü. NHN am südwestlichen Kälbertshausen.
    - Herlenwaldgraben, von links und Osten auf etwa 235 m ü. NHN wenig nach Kälbertshausen, 1,2 km und ca. 0,5 km². Entsteht auf etwa 315 m ü. NHN südöstlich von Kälbertshausen nahe dem Hüffenhardter Weg. Ist der längere Oberlauf des Bachs aus der Essenklinge.
    - Heubuschgraben, von rechts und Osten auf etwa 212 m ü. NHN wenig vor der Mündung, 0,7 km und etwas über 0,2 km². Entsteht auf etwa 270 m ü. NHN nahe dem Ortsrand von Kälbertshausen zwischen Rodholz und Heubusch.

  - (Graben aus dem Kemmertegrund), von links und Südosten auf etwa 206 m ü. NHN nördlich des Kemmertebuckels, 1,2 km und ca. 0,7 km². Entsteht auf etwa 257 m ü. NHN am Nordrand des Schönen Forsts.
  - (Graben am Wolfsberg), von rechts und Nordwesten auf etwa 187 m ü. NHN wenig vor Bargen, 0,9 km und unter 0,2 km². Entsteht auf etwa 260 m ü. NHN am Moosig unter einer Hochspannungstrasse.
  - Werrenbrunnengraben, von links und Osten auf etwa 191 m ü. NHN gegenüber Bargen, 1,0 km und ca. 0,6 km². Entsteht auf etwa 240 m ü. NHN am Ende der Flurbucht Wettau im Schönen Forst.
- Kleewiesengraben, von links und Ostsüdosten auf etwa 184 m ü. NHN wenig vor Flinsbach, 0,8 km und ca. 1,8 km². Entsteht auf etwa 190 m ü. NHN am Rand der linken Wollenbachaue zum Forstdistrikt Überhau. Linker Auengraben vor einem langen Trockental.
- Furtwiesengraben, von rechts und Ostsüdosten auf etwa 183 m ü. NHN in Flinsbach in den insgesamt nur 0,1 km langen rechten Mühlgraben, 0,8 km und ca. 0,7 km². Rechter Auengraben.
  - (Zufluss), von rechts und Nordosten auf etwa 184 m ü. NHN an der Unterquerung der Feldwegfortsetzung des nördlichen Zweigs der Klostergasse in Flinsbach, ca. 0,8 km[LUBW 8] und ca. 0,4 km². Entsteht auf etwa 230 m ü. NHN unter dem Sattel zwikschen Dilsberg und Biegelsberg. Feldweggraben inmitten seiner natürlichen Talmulde.
- Siegelgrundgraben, von links und insgesamt Süden auf etwa 182 m ü. NHN im westlichen Flinsbach, 2,8 km und ca. 2,5 km². Entsteht auf etwa 234 m ü. NHN im Forstsiegelgrund.
  - Steinbrunnengraben, von rechts und Süden auf etwa 184 m ü. NHN am Westrand von Flinsbach, 1,4 km und ca. 1,3 km². Entsteht auf etwa 228 m ü. NHN an den Langen Frankenäckern.Längstenteils Feldweggraben in seiner natürlichen Mulde.
- Busenbach, am Unterlauf Forstbach, von rechts und Ostnordosten auf 181,5 m ü. NHN[LUBW 9] gegenüber der Flinsbacher Hobstmühle, 5,0 km und 5,1 km².[LUBW 6] Entsteht auf etwa 260 m ü. NHN in einer Flurbucht im Großen Wald nahe der L 590 Kälbertshausen–Asbach.
  - Rückäckergraben, von rechts und Nordwesten auf etwa 216 m ü. NHN vor dem Ingelheimerhof, 0,5 km und unter 0,2 km². Entsteht auf etwa 233 m ü. NHN nebend er K 3938 Asbach–Ingelheimerhof. Schnurgerade gezogener Feldgraben in grob der Muldenmitte seines Tälchens.
  - (Graben aus dem Gewann Kammer), von links und Südsüdosten auf 206,3 m ü. NHN[LUBW 9] nach Ingelheimerhof, 0,5 km und unter 0,3 km². Entsteht auf etwa 225 m ü. NHN am Gewann Kammer(n) am Nordosthang des Biegelsbergs. Mit zweitem Quellast, beide laufen als Feldweggräben in ihrer natürlichen Mulde.
  - Saubrunnengraben, von rechts und Nordnordwesten auf etwa 201 m ü. NHN gegenüber dem Dilsberg, über 0,4 km und ca. 0,5 km². Entsteht auf etwa 217 m ü. NHN an einem Feldweg von Ingelheimerhof zum Ostrand von Helmstadt-Bargen.
- Pappentalgraben, von links und Südsüdwesten auf etwa 179 m ü. NHN in den Auwiesen vor Helmstadt-Bargen-Helmstadt, 0,9 km und ca. 0,7 km². Entsteht auf etwa 212 m ü. NHN östlich der Neckarbischofsheimer Heideckersiedlung am Nordhang des Stiefelsbergs. Feldweggraben inmitten seiner natürlichen Mulde.
- Steinweggraben, von rechts und Nordosten auf etwa 178 m ü. NHN am Südrand des Gewerbegebietes von Helmstadt-Bargen neben der L 530 von Flinsberg her, 1,4 km und ca. 0,8 km². Entsteht auf etwa 220 m ü. NHN in den Sieben Morgen. Lange Feldweggraben inmitten seiner natürlichen Mulde.

Mündung des Wollenbachs von links und Südosten auf etwa 177 m ü. NHN in den Schwarzbach in Helmstadt an der Brücke der Rabanstraße. Der Wollenbach ist 10,2 km lang und hat ein 42,3 km² großes Einzugsgebiet, der Schwarzbach ist bis zu seinem Zufluss 11,4 km lang und hat ein Einzugsgebiet von 54,5 km² akkumuliert, er zieht nach diesem Zufluss südwestlich weiter.

### Ortschaften
Am Lauf liegen die folgenden Ortschaften mit ihren Zugehörigkeiten. Nur die Namen tiefster Schachtelungsstufe bezeichnen Siedlungsanrainer:
- Neckar-Odenwald-Kreis
  - Gemeinde Hüffenhardt
    - zentrales Hüffenhardt (Dorf, rechts)
    - Hüttigsmühle (Haus, rechts)
- Landkreis Heilbronn
  - Stadt Bad Rappenau
    - Neumühle (Wohnplatz, links)
    - Wollenberg (Dorf)
- Rhein-Neckar-Kreis
  - Gemeinde Helmstadt-Bargen
    - Bargen (Dorf, überwiegend rechts)
    - Flinsbach (Dorf, überwiegend links)
    - Hobstmühle (Wohnplatz, links)
    - Helmstadt (Dorf)

Außer den schon genannten Siedlungen am Lauf liegt im Norden des Einzugsgebietes der Helmstadter Weiler Ingelheimerhof; in dessen Nordosten noch das zur Gemeinde Hüffenhardt gehörende Dorf Kälbertshausen mit einem Aussiedlerhof Au in dessen Westen; zwischen diesem und dem Hauptort das Gehöft Wüsthausen; westlich von Hüffenhardt locker gruppierte Aussiedlerhöfe in den Aussiedlungen Herdsweg und Pflugsheide; ganz im Südosten der dieseitige Ortsrand von Siegelsbach (eigenständige Gemeinde); am Südrand der am oberen (Wollenberger) Langengraben gelegene Bad Rappenau-Obergimperner Hof Wagenbach sowie dessen Wohnplatz Bauernsiedlung und die schon zu Neckarbischofsheim gehörenden Helmhofer Forsthäuser am oberen Talende des (Bargener) Langengrabens.

## Geologie
Der Wollenbach entspringt an der Grenze von Unterkeuper zu Oberem Muschelkalk, aus dem er erst am Unterlauf ungefähr bei Flinsbach in den Mittleren Muschelkalk und zwischen Flinsbach und Helmstadt in den Unteren Muschelkalk wechselt. Östlich einer Linie westliches Kälbertshausen – Schöner Forst –östliches Wollenberg – Bauernsiedlung liegt über dem Muschelkalk auf den Höhen Unterkeuper, an der südlichen Wasserscheide bei Siegelsbach und bei Wagenbach gibt es darüber sogar noch zwei kleine Gipskeuper-Inseln (Grabfeld-Formation). Weite Teile des Einzugsgebietes sind mit Löss überlagert, der an der östlichen und südlichen Wasserscheide und vor der nordwestlichen sogar weit zusammenhängende Flächen einnimmt. Quartäre Auenfüllungen beginnen spätestens mit dem Zulauf des Wagenbachs, begleiten auch den unteren Lauf des bei Bargen mündenden Gäulbachs und erreichen im Bereich des Dorfes Breiten von über 300 Metern.

### LUBW
Amtliche Online-Gewässerkarte mit passendem Ausschnitt und den hier benutzten Layern: Lauf und Einzugsgebiet des Wollenbachs

Allgemeiner Einstieg ohne Voreinstellungen und Layer: Daten- und Kartendienst der Landesanstalt für Umwelt Baden-Württemberg (LUBW) (Hinweise)
1. 1 2 3  Höhe nach dem Höhenlinienbild auf dem Hintergrundlayer Topographische Karte.
2. 1 2  Länge nach dem Layer Gewässernetz (AWGN).
3. 1 2  Einzugsgebiet aufsummiert aus den Teileinzugsgebieten nach dem Layer Basiseinzugsgebiet (AWGN).
4. ↑  Seefläche nach dem Layer Stehende Gewässer.
5. ↑  Einzugsgebiet abgemessen auf dem Hintergrundlayer Topographische Karte.
6. 1 2 3 4  Einzugsgebiet nach dem Layer Basiseinzugsgebiet (AWGN).
7. 1 2  Höhe nach schwarzer Beschriftung auf dem Hintergrundlayer Topographische Karte.
8. ↑  Länge abgemessen auf dem Hintergrundlayer Topographische Karte.
9. 1 2  Höhe nach grauer Beschriftung auf dem Hintergrundlayer Topographische Karte.

### Andere Belege
1. ↑  Modellierte Werte nach Abfluss-BW Gewässerknoten MQ/MNQ
2. ↑  Albrecht Greule: Deutsches Gewässernamenbuch. Walter de Gruyter, Berlin / Boston 2014, ISBN 978-3-11-057891-1, S. 601, „Wollenbach“ (Auszug in der Google-Buchsuche).
3. ↑  Josef Schmithüsen: Geographische Landesaufnahme: Die naturräumlichen Einheiten auf Blatt 161 Karlsruhe. Bundesanstalt für Landeskunde, Bad Godesberg 1952. → Online-Karte (PDF; 5,1 MB)
4. ↑  Landnutzung nach LUBW-LANDSAT2000.
5. ↑  Geologie nach den Layern zu Geologische Karte 1:50.000 auf: Mapserver des Landesamtes für Geologie, Rohstoffe und Bergbau (LGRB) (Hinweise)